# Le Monteil (Cantal)
Le Monteil é uma comuna francesa na região administrativa de Auvérnia-Ródano-Alpes, no departamento de Cantal. Estende-se por uma área de 23,15 km². Em 2010 a comuna tinha 297 habitantes (densidade: 12,8 hab./km²).